# Aéroport de Roberval
L'aéroport de Roberval, (code IATA : YRJ • code OACI : CYRJ) est situé à 2 milles marins (3,704 km) à l'ouest de la ville de Roberval, au Québec (Canada),,.